# Melanonichia
Per melanonichia s'intende la discolorazione del letto unguale che fa assumere all'unghia un colore nero o marrone scuro. La melanonichia può interessare l'unghia nella sua globalità o con bande longitudinali; può avere cause congenite od acquisite. Nei fototipi scuri è un reperto congenito, frequente, e poco significativo dal punto di vista clinico. La melanonichia, in base alle cause, può interessare una o più unghie.

## Cause
Le cause acquisite sono molteplici e spaziano dai fenomeni traumatici alle malattie sistemiche; le cause congenite si possono associare a quadri sindromici o dipendere dal fototipo scuro del soggetto.

### Cause traumatiche
Nelle cause traumatiche è in genere interessata una singola unghia e la colorazione scura è secondaria allo stravaso ematico. In questo caso la macchia scura scomparirà da sola, senza lasciare esiti, in seguito alla normale crescita dell'unghia. Per la definizione diagnostica è spesso sufficiente l'anamnesi.

### Cause iatrogene
Numerosi farmaci possono determinare un'attivazione dei melanociti della matrice ungueale fino a determinare l'insorgenza di bande scure; un altro possibile effetto è l'insorgere di microemorragie secondarie all'assunzione del farmaco. I farmaci che più comunemente danno melanonichia sono antineoplastici quali doxorubicina, 5-fluorouracile, zidovudina, bleomicina. La melanonichia tende a scomparire, impiegando anche anni, in seguito alla sospensione del farmaco.

### Cause infettive
In massima parte infezioni sostenute da lieviti e muffe tra cui Aspergillus niger.

### Cause sistemiche
Condizioni quali la gravidanza, la malattia di Addison, la sindrome di Peutz-Jeghers e la sindrome di Laugier-Hunziker possono causare melanonichia. In questi casi sono spesso interessare più unghie.

### Cause melanocitarie
I nevi ed i melanomi sono cause poco frequenti di melanonichia ma sono anche le condizioni nelle quali il segno è più importante dal punto di vista clinico e prognostico. In entrambi i casi la lesione è generalmente limitata ad una sola unghia e si presenta come una banda tesa dalla cuticola al margine libero dell'unghia. La diagnosi differenziale tra le due condizioni richiede il prelievo bioptico ma può essere clinica nelle forme francamente maligne. Dal punto di vista clinico la maggiore variabile tra lesioni benigne e maligne risiede nella diversa evoluzione nel tempo della lesione stessa. Il melanoma si caratterizza per l'aumento della dimensione trasversale della banda, per la pigmentazione irregolare e per la possibile presenza del segno di Hutchinson ossia l'estensione della macchia scura alla piega ungueale.

## Significato clinico
La melanonichia può rappresentare un segno senza alcun correlato clinico così come essere espressione di una patologia potenzialmente mortale. L'inquadramento diagnostico parte dalla valutazione clinica da parte di un dermatologo con l'ausilio della dermoscopia. Con l'anamnesi e l'esame dermoscopico è possibile distinguere le lesioni traumatiche dalle altre. Quando la melanonichia ha cause melenocitarie è possibile distinguere i nevi dai melanomi per via della diversa dimensione ed distribuzione del pigmento. In tutti i casi sospetti è indicata l'esecuzione di una biopsia escissionale che consente una definizione certa della causa della melanonichia.